# All the Young Dudes (sång)
All the Young Dudes är en glamrockballad lanserad på singel 1972 av den brittiska rockgruppen Mott the Hoople. Låten nådde platserna 3 på UK-listan och 37 på USA-listan vilket innebar Mott the Hooples kommersiella genombrott. Den ingår även på deras senare LP med samma namn.
Låten skrevs av David Bowie som har sagt att den passar in i berättelsen om Ziggy Stardust. En upptagning med Bowie släpptes på albumet "David Live" 1974. Låten har spelats in av en mängd artister, bland annat av Bruce Dickinson och Ringo Starr.
Låten uppfattas som en av de bästa glamrocklåtarna och kom på plats 256 när tidningen Rolling Stone rankade de 500 bästa låtarna genom tiderna i världen.

## Listplacering
| Lista (1972)   | Topplacering |
| -------------- | ------------ |
| Storbritannien | 3            |
| USA            | 37           |

### Fotnoter
1. ↑  O'Leary, Chris (20 Maj 2010). ”All the young dudes”. Pushing Ahead of the DmeRolling Stone. https://bowiesongs.wordpress.com/2010/05/20/all-the-young-dudes/. Läst 24 augusti 2015.
2. ↑  Copetas, Craig (28 februari 1974). ”Beat Godfather Meets Glitter Mainman”. Rolling Stone. Arkiverad från originalet den 24 april 2012. https://web.archive.org/web/20120424111136/http://www.5years.com/bgmgk.htm. Läst 30 januari 2012.
3. ↑  http://www.officialcharts.com/search/singles/all%20the%20young%20dudes/